# PER3
PER3是由人类基因per3 编码的蛋白质，全称“昼夜节律蛋白同源物3”（英語：period circadian protein homolog 3），是PER1和PER2的旁系同源体，和睡眠相位后移症候群有关。